# Corderie de Toulon
La corderie de Toulon est un édifice situé dans la ville de Toulon, dans la Provence-Alpes-Côte d'Azur dans le Var.

## Histoire
L'année de campagne de construction est 1685. Elle comporte les statues de Tombarelli, d'après Langueneux et les boiseries d'Imbert, d'après Dubreuil.
La porte de l'ancien hôpital de la Marine (ou porte de l'ancien séminaire Jésuite), remontée à la Corderie est classée au titre des monuments historiques par arrêté du 15 avril 1911.